# Alyson Michalka
 Alyson Renae Michalka, född 25 mars 1989 i Torrance, Kalifornien, USA, är en amerikansk skådespelare, sångerska, musiker och modell. 

## Karriär
Tillsammans med sin syster Amanda Michalka utgör Alyson duon Aly & AJ (en kort stund (2013) känd som 78violet). Michalka är mest känd för sin roll i Phil från framtiden (Phil of the Future) där hon spelar Keely Teslow.
Alyson Michalka medverkar även i filmen Super Sweet 16: The Movie, där hon spelar den jobbiga sista års-eleven Taylor. Hennes syster Amanda är också med i filmen. Hon är även med i Cow Belles där hon spelar den bortskämda tjejen Taylor (samma namn som i My Super Sweet 16: The Movie). Hennes syster är med ännu en gång och spelar Taylors lika bortskämda syster Courtney.
Alyson medverkar också i den populära serien Hellcats, där hon spelar Marti Perkins, en juridiskstudent, som får ett stipendium i Cheerleading-gruppen Hellcats.

## Filmografi (urval)
- 2004–2006 – Phil från framtiden (43 avsnitt, som Keely Teslow)
- 2005 – Now You See It... (som Allyson Miller)
- 2006 – Cow Belles (som Taylor Callum)
- 2006 – Haversham Hall (som Hope Mason)
- 2007 – Super Sweet 16: The Movie (som Taylor)
- 2007 – Punk'd (1 avsnitt, som sig själv)
- 2009 – Bandslam (som Charlotte Banks)
- 2010 – The Roommate (som Tracy)
- 2010 – Easy A (som Rhiannon)
- 2010 – Hellcats (som Marti Perkins)
- 2011 – CSI: New York (säsong 8, avsnitt 2: Keep it real som Miranda Beck)
- 2014 – Sequoia (som Reilly MacGrady)
- 2014 – Killing Winston Jones (som Cookie Jones)
- 2015 – Weepah Way for Now (som Elle)
- 2017 – The Lears (som Regan Lear)